# Jean Gounot
Jean Honoré Gounot (Nevers, Nièvre, 9 d'abril de 1894 – Villeneuve-Saint-Georges, Val-de-Marne, 16 de gener de 1978) va ser un gimnasta artístic francès que va competir a començaments del segle xx.
El 1920 va prendre part en els Jocs Olímpics d'Anvers, on va disputar la prova del concurs complet individual del programa de gimnàstica. En ella guanyà la medalla de bronze, en finalitzar rere Giorgio Zampori i Marco Torrès, primer i segon respectivament.
Quatre anys més tard, als Jocs de París, va disputar nou proves del programa de gimnàstica, amb un balanç de dues medalles de plata en el concurs complet per equips i en salt sobre cavall lateral i tres diplomes olímpics. El 1928, a Amsterdam, disputà els seus tercers i darrers Jocs Olímpics. Disputà set proves del programa de gimnàstica, amb la quarta posició en el concurs per equips com a millor resultat.
Als Campionats del Món de Gimnàstica aconseguí una medalla de plata (1930) i dues de bronze (1922 i 1926), sempre en el concurs per equips.